# Liste der Mitglieder der Deutschen Akademie der Naturforscher Leopoldina/1742
Die Liste der Mitglieder der Deutschen Akademie der Naturforscher Leopoldina für 1742 enthält alle Personen, die im Jahr 1742 zum Mitglied ernannt wurden. Insgesamt gab es neun neu gewählte Mitglieder.

## Mitglieder
| Nr. | Name                        | Beiname          | Geboren       | Aufnahme | Gestorben     | Bild                                                | Datenbank |
| --- | --------------------------- | ---------------- | ------------- | -------- | ------------- | --------------------------------------------------- | --------- |
| 522 | Johann Friedrich Crell      | Sostratus III.   | 6. Jan. 1707  | 15. Feb. | 19. Mai 1747  | Johann Friedrich Crell, Stich von Johann Jacob Haid | 2347      |
| 523 | Christian Gottlieb Frege    | Idmon II.        | 14. Mai 1712  | 28. Mrz. | Juni 1748     |                                                     | 2800      |
| 524 | Johann Thomas Degenhard     | Dioderus II.     |               | 12. Apr. | 18. Okt. 1751 |                                                     | 2395      |
| 525 | Johann Georg Löchl          | Menekrates II.   | 1691          | 12. Mai  | 1745          |                                                     | 5000      |
| 526 | Johann Georg von Königsfeld | Apollo Musagetes | 1. Nov. 1679  | 13. Aug. | 16. Nov. 1750 | Johann Georg II. von Königsfeld                     | 2467      |
| 527 | Ernst Gotthold Struve       | Euphorbus II.    | 11. Apr. 1714 | 25. Sep. | 23. Nov. 1743 |                                                     | 6835      |
| 528 | Johann Martin Wolff         | Cleon II.        | 28. März 1716 | 12. Okt. | 17. Juli 1744 |                                                     | 7342      |
| 529 | Heinrich August Gerlach     | Gesius II.       |               | 10. Nov. | 10. Dez. 1759 |                                                     | 2916      |
| 530 | Johann Daniel von Perlici   | Archimedes IV.   | 29. Okt. 1705 | 20. Dez. | 1778          |                                                     | 5980      |

## Hinweis zu den Lebensdaten
In der Liste sind zunächst die Lebensdaten gemäß Archiv der Leopoldina aufgenommen. Die Lebensdaten im Namensartikel können daher von den Lebensdaten in der Liste abweichen.